# Astronomia poety. Baczyński
Astronomia poety. Baczyński – album muzyczny kwartetu Kwadrofonik i piosenkarki Meli Koteluk nagrany do wierszy Krzysztofa Kamila Baczyńskiego.
Album został wydany 24 lipca 2020 z okazji 76. rocznicy powstania warszawskiego przez Muzeum Powstania Warszawskiego, dystrybuowany przez Warner Music Poland. Jest to kontynuacja cyklu płyt MPW (m.in. Placówka '44 grupy Voo Voo).
Wybór wierszy, kompozycje i koncepcja muzyczna są efektem współpracy Meli Koteluk oraz Bartka Wąsika, pianisty zespołu Kwadrofonik, który stworzył także aranżacje. Do utworu Astronomia powstał teledysk.
Płyta spotkała się bardzo pozytywnym odbiorem krytyków; podkreślano m.in. że Koteluk nie nagrała wcześniej ambitniejszej muzyki, zaś Kwadrofonik bardziej przystępnej. Zadebiutowała na drugim miejscu Ogólnopolskiej Listy Sprzedaży, utrzymując się w zestawieniu przez pięć tygodni. Płyta otrzymała nagrodę Fryderyk 2021 w kategorii Album Roku Muzyka Poetycka.

## Lista utworów
| 1.  | „Niebo”             | 4:09  |
|     |                     |       |
| 2.  | „Astronomia”        | 5:19  |
|     |                     |       |
| 3.  | „Otwarcie przemian” | 5:19  |
|     |                     |       |
| 4.  | „Wolność”           | 7:28  |
|     |                     |       |
| 5.  | „Morze wracające”   | 4:10  |
|     |                     |       |
| 6.  | „Drzewa”            | 4:26  |
|     |                     |       |
| 7.  | „Źródło”            | 3:48  |
|     |                     |       |
| 8.  | „Nie bój się nocy”  | 4:25  |
|     |                     |       |
| 9.  | „Piosenka”          | 4:10  |
|     |                     |       |
| 10. | „Czas miłości”      | 3:47  |
|     |                     |       |
|     |                     | 47:01 |
|     |                     |       |

## Wykonawcy
- Mela Koteluk – śpiew

Kwadrofonik
- Emilia Sitarz – fortepian
- Bartłomiej Wąsik – fortepian
- Magdalena Kordylasińska – instrumenty perkusyjne
- Piotr Maślanka – instrumenty perkusyjne